# Dorothea Maria von Sachsen-Weimar

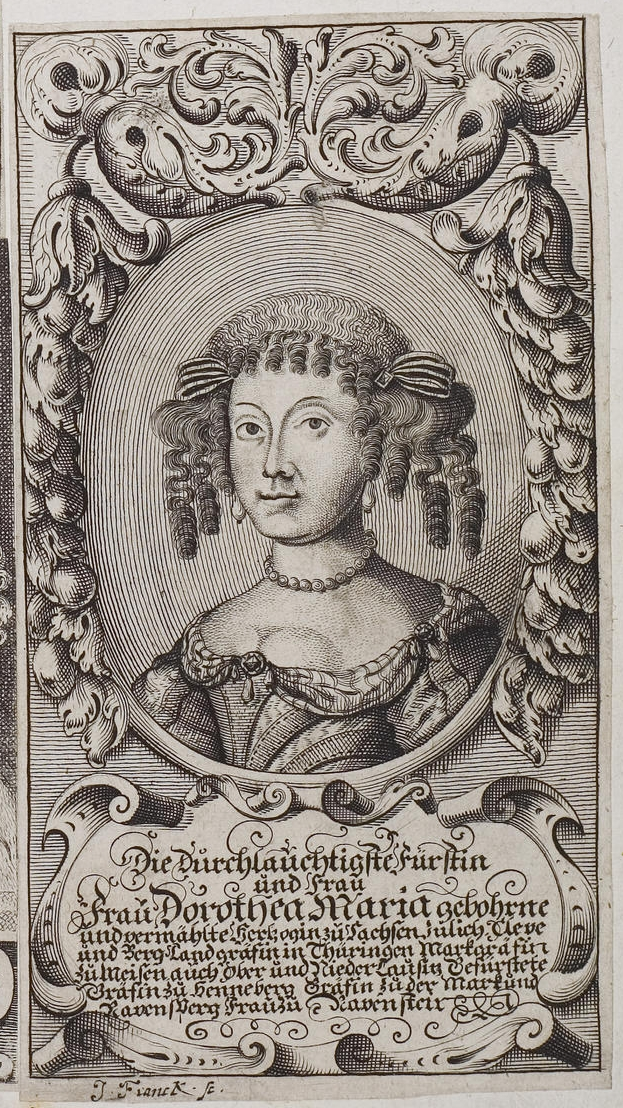
Dorothea Maria von Sachsen-Weimar, Herzogin von Sachsen-Zeitz

Dorothea Maria von Sachsen-Weimar (* 14. Oktober 1641 in Weimar; † 11. Juni 1675 auf Schloss Moritzburg in Zeitz) war Prinzessin von Sachsen-Weimar aus dem Hause der ernestinischen Wettiner und durch Heirat Herzogin des kursächsischen Sekundogeniturfürstentums Sachsen-Zeitz.

## Leben

### Familie
Dorothea Maria war die jüngste Tochter des Herzogs Wilhelm IV. von Sachsen-Weimar aus dessen Ehe mit Eleonore Dorothea von Anhalt-Dessau, Tochter des Fürsten Johann Georg I. von Anhalt-Dessau und erhielt nach der Geburt den Namen ihrer Großmutter, der bereits verstorbenen Herzoginmutter Dorothea Maria von Anhalt.

### Heirat mit Moritz von Sachsen und Wirken im Fürstentum Zeitz
Die Vermählung Dorothea Marias ist vor dem Hintergrund zu sehen, dass der damalige Prinz Moritz von Sachsen, der seit 1653 als Administrator des Stifts Naumburg im Naumburger Stadtschloss residierte, schon im Jahr 1646 in die Fruchtbringende Gesellschaft aufgenommen wurde, deren „Oberhaupt“ Dorothea Marias Vater war.
Moritz, der 1650 zum ersten Mal mit Sophie Hedwig verheiratet und seit dem 7. Oktober 1652 verwitwet war, heiratete die damals erst 15-jährige Prinzessin aus Weimar nach der obligatorischen Trauerzeit. Schon bald nach der Eheschließung starb Dorothea Marias Schwiegervater, der sächsische Kurfürst Johann Georg I., und Moritz erhielt als jüngster Sohn auf Grund testamentarischer Einlassungen seines Vaters neben seinem Stiftsgebiet weiteres Erbland als Sekundogenitur übertragen, wodurch er zum Stifter der neuen albertinischen Linie Sachsen-Zeitz wurde.
Das Stadtschloss in Naumburg schien daher keine angemessene Residenz für das neue Fürstentum zu sein, weshalb sich der Herzog zur Errichtung eines angemessenen Prachtbaus im Barockstil in der neuen Residenzstadt Zeitz entschloss, dem Schloss Moritzburg an der Elster. Hierzu rief er den Baumeister seines Schwiegervaters, Johann Moritz Richter an seinen Hof.
Als seine Hauptaufgabe betrachtete das Herzogspaar die Behebung infrastruktureller Schäden und einen neuen wirtschaftlichen Aufschwung im Fürstentum nach den Verheerungen, die der Dreißigjährige Krieg hinterlassen hatte. So widmeten sie sich unter anderem mit großem Engagement dem Wiederaufbau der Stiftsschule in Zeitz, der Christoph Cellarius später zu großem Ansehen verhalf.
Sie starb schon 33-jährig am 11. Juni 1675 und wurde in einem Prunksarg in der Hallenkrypta des Doms St. Peter und Paul zu Zeitz bestattet.
Nach Dorothea Marias Tod heiratete Herzog Moritz ein drittes Mal – diese Ehe mit Sophie Elisabeth blieb allerdings kinderlos, so dass die Nachkommen der Sekundogenitur Sachsen-Zeitz alle von Dorothea Maria abstammten. Auf Grund mangelnden männlichen Nachwuchses starb die Sekundogenitur jedoch schon in der dritten Generation aus.

## Ehe und Nachkommen
Ihre einzige Ehe schloss sie am 3. Juli 1656 in Weimar mit Moritz, Herzog von Sachsen-Zeitz, dem Sohn Johann Georgs I., Kurfürst von Sachsen aus dessen Ehe mit Magdalena Sibylle von Preußen.
Aus der Ehe gingen zehn Kinder hervor:
- Eleonore Magdalene (* 30. Oktober 1658 in Weimar; † 26. Februar 1661 in Dresden), Prinzessin von Sachsen-Zeitz
- Wilhelmine Eleonore (*/† September (?) 1659 in Dresden (?)), Prinzessin von Sachsen-Zeitz
- Erdmuth Dorothea (1661–1720), Prinzessin von Sachsen-Zeitz ⚭ Christian II., Herzog Sachsen-Merseburg
- Moritz Wilhelm (1664–1718), Herzog von Sachsen-Zeitz ⚭ Maria Amalia von Brandenburg
- Johann Georg (* 27. April 1665 auf Schloss Moritzburg in Zeitz; † 5. September 1666 ebenda), Prinz von Sachsen-Zeitz
- Christian August (1666–1725), Prinz von Sachsen-Zeitz, Kardinal-Erzbischof von Gran, Bischof von Raab, Primas von Ungarn und kaiserlicher Prinzipalkommissar beim Immerwährenden Reichstag
- Friedrich Heinrich (1668–1713), Herzog von Sachsen-Zeitz-Pegau-Neustadt ⚭ (I) Sophie Angelika von Württemberg-Bernstadt und ⚭ (II) Anna Friederike Philippine von Schleswig-Holstein-Sonderburg-Wiesenburg
- Maria Sophia (* 3. November 1670 auf Schloss Moritzburg in Zeitz; † 31. Mai 1671 ebenda), Prinzessin von Sachsen-Zeitz
- Magdalena Sibylla (* 7. April 1672 auf Schloss Moritzburg in Zeitz; † 20. August 1672 ebenda), Prinzessin von Sachsen-Zeitz
- Wilhelmine Sophie (*/† 11. Juni (?) 1675 auf Schloss Moritzburg in Zeitz (?)), Prinzessin von Sachsen-Zeitz